# Gaspare Landoni
Gaspare Landoni (fl. XX secolo) è stato un calciatore italiano, di ruolo centrocampista.

## Carriera
Nel Legnano disputa 28 partite nei campionati di Prima Divisione 1924-1925 e Prima Divisione 1925-1926; in seguito gioca 17 partite con una rete realizzata nella Prima Divisione 1926-1927, poi una partita nel campionato di Divisione Nazionale 1928-1929.
Sempre con il Legnano conta altre 39 presenze in Serie B nelle stagioni 1931-1932 e 1932-1933.